# Мача (Якутия)
Мача (якут. Маача) — село в Олёкминском районе Республики Саха (Якутия) России. Административный центр и единственный населённый пункт Мачинского наслега.

## География
Село находится в юго-западной части Якутии, на левом берегу реки Лены, вблизи места впадения в неё реки Курачан, на расстоянии примерно в 205 километров от города Олёкминска, административного центра района. Широта Мачи в точности равна Петербургу и составляет ровно 59.9°. 
К северу находится ударный метеоритный кратер Мача, получивший название по наиболее близкое к месту падения селу.

### Климат
Климат характеризуется как резко континентальный. Средняя температура воздуха самого тёплого месяца (июля) составляет 18 °C; самого холодного (января) — −30 − −35 °C. Среднегодовое количество атмосферных осадков составляет 200—300 мм.
Зимние температуры одни из наименее прохладных по Якутии, так ниже -53° зимняя температура понижается редко, при этом летом периодически может превышать +35°.

## История
Согласно Закону Республики Саха (Якутия) от 30 ноября 2004 года N 173-З N 353-III село возглавило образованное муниципальное образование Мачинский наслег.

## Население
| 2002 | 2010 | 2012 | 2013 | 2014 | 2015 | 2016 | 2017 | 2018 | 2019 |
| ---- | ---- | ---- | ---- | ---- | ---- | ---- | ---- | ---- | ---- |
| 403  | ↗407 | ↘391 | ↘385 | ↘375 | ↘372 | ↘362 | ↘359 | ↘357 | ↗360 |
| 2020 | 2021 |      |      |      |      |      |      |      |      |
| ↗361 | ↘357 |      |      |      |      |      |      |      |      |

Национальный состав
Согласно результатам переписи 2002 года, в национальной структуре населения русские составляли 83 % от общей численности в 803 жит..

## Транспорт
Автозимник Олёкминск — Южная Нюя.